# Sainey Nyassi
Sainey Nyassi, né le 31 janvier 1989 à Bwiam, est un footballeur international gambien, jouant au poste de milieu de terrain.

## Biographie
Sainey Nyassi et son frère jumeau Sanna rejoignent le club gambien du Gambia Ports Authority Football Club avec qui ils font leurs débuts professionnels.
Il est repéré par Steve Nicol, l'entraineur du Revolution de la Nouvelle-Angleterre, lors de la Coupe du monde de football des moins de 20 ans 2007 disputé au Canada. Il intègre le club du Massachusetts quelques semaines plus tard et dispute son premier match en MLS le 9 septembre 2007 à Washington contre D.C. United.
Nyassi est libéré par les Revs le 16 mai 2013 mais signe deux semaines plus tard avec D.C. United.

## Palmarès
Revolution de la Nouvelle-Angleterre
- Vainqueur de la Coupe des États-Unis en 2007
- Vainqueur de la SuperLiga en 2008
- Finaliste de la Coupe MLS en 2007
- Finaliste de la SuperLiga en 2010

 D.C. United
- Vainqueur de la Coupe des États-Unis en 2013